# هارپو مارکس
هارپو مارکس (انگلیسی: Harpo Marx; ۲۳ نوامبر ۱۸۸۸ – ۲۸ سپتامبر ۱۹۶۴) یک هنرپیشه اهل ایالات متحده آمریکا بود. وی بین سال‌های ۱۹۱۰ تا ۱۹۶۲ میلادی فعالیت می‌کرد.

## گزیدهٔ فیلم‌شناسی
- عاشق‌پیشه (۱۹۴۹)
- یک روز در مسابقه (۱۹۳۷)
- شبی در اپرا (۱۹۳۵)
- سوپ مرغابی (۱۹۳۳)
- چرندیات (۱۹۳۲)
- بیسکوییت حیوانی (۱۹۳۰)
- خطر طنز (۱۹۲۱)